# Gestion de crise
 (mars 2022).
- Si vous ne connaissez pas le sujet, laissez ce bandeau (vous pouvez alors contacter les auteurs).
- Si vous supprimez le contenu mis en cause (vous pouvez préalablement contacter les auteurs),

argumentez précisément cette suppression dans la page de discussion
(un manque de référence n'est pas un argument ; une recherche réelle de référence doit avoir été effectuée, être formellement documentée).
 (mars 2022).
Si vous disposez d'ouvrages ou d'articles de référence ou si vous connaissez des sites web de qualité traitant du thème abordé ici, merci de compléter l'article en donnant les références utiles à sa vérifiabilité et en les liant à la section « Notes et références ».

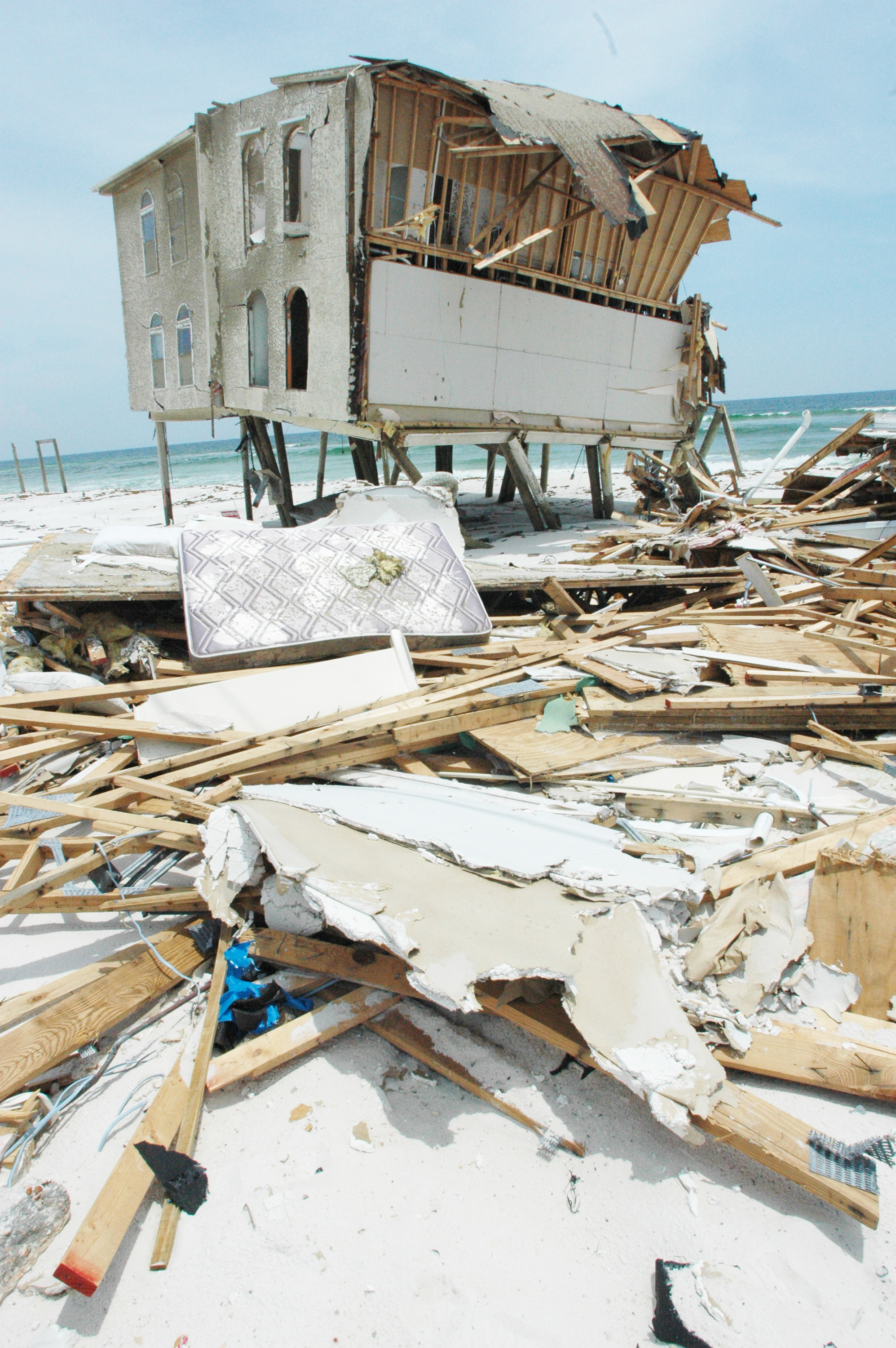
Les conséquences d'un ouragan, une situation de crise.

La gestion de crise est l'ensemble des modes d'organisation, des techniques et des moyens qui permettent à une organisation de se préparer et de faire face à la survenance d'une crise, puis de tirer les enseignements de l'évènement pour améliorer les procédures et les structures dans une vision prospective.

## Rappel: qu'est-ce qu'une crise?
Étymologiquement parlant, le mot « crise » associait les sens de « décision » et « jugement » ; en grec ancien κρίσιϛ / krísis est un jugement, une décision  entre deux choix possibles. Une crise suppose donc une prise de décision, une action pour s’en sortir. La crise est une situation insolite caractérisée par son instabilité, qui oblige à adopter une gouvernance spécifique pour revenir au mode usuel de vie. Par gestion de crise, on entend ce mode de gouvernance.
La notion de crise a ensuite par extension décrit la phase décisive d'une maladie (individuelle ou épidémique). Puis, hors du champ médical, le terme « crise » s'est étendu à l'idée de troubles, de situations de déséquilibre profond, puis de désordre graves (sociaux, économique, politique, géopolitique, climatique, etc.).
Ce concept venant du champ médical s'est à nouveau rapproché du domaine de la santé pour décrire et gérer des états critiques en matière de risque pandémique, de maladies infectieuses émergentes ou du système de prise en charge sanitaire. Il est également très attaché aux domaines économiques et financiers, puis des ressources écologiques dans une société mondialisée plus que jamais dépendante de ressources finies, productrices de déchets toxiques ou dangereux, et dépendante d'un système où la valorisation d'un capital est presque entièrement basée sur sa consommation, pour entretenir un système de production qui n'a pas de régulation politique forte et qui est une menace pour la santé des écosystèmes et d'une partie de la population. Il peut de plus y avoir une contradiction dans les termes. La crise semble parfois même être un mode de gestion. Ainsi peut-on lire dans un rapport français de 2006 :

« "Gérer la crise" est d'un certain point de vue une contradiction dans les termes. On ne gère pas le tourment, le trouble ; on s'efforce d'éviter qu'il se produise, d'en minimiser les effets ou de rétablir l'ordre. »

— Jean-François Girard et al., Rapport de la mission d'évaluation et d'expertise de la veille sanitaire en France

## Grandes phases d'une gestion de crise
Anticiper et se préparer semble nécessaire pour mieux réagir en cas de survenance de la crise. Le gestionnaire de risque doit donc analyser, évaluer et hiérarchiser les risques principaux, les enchaînements possibles de causes et conséquences, et leur trouver des parades, des moyens d'adaptation et de restauration.
- La démarche d'analyse de risque commence par l'identification des objectifs principaux de l'entité qui la mène. Un risque est relatif. Il ne présente théoriquement de gravité que s'il met en danger la réalisation d'un de ces objectifs.
- L'étape suivante est l'évaluation du couple probabilité d'occurrence / gravité potentielle. Le gestionnaire de risque va chercher à parer les risques dont la gravité couplée à la probabilité est la plus élevée. Pour cela, une évaluation séparée des deux grandeurs sera réalisée selon des critères objectifs et/ou subjectifs. Ensuite, les deux grandeurs seront multipliées pour obtenir une cotation.

Le risque que ma femme me quitte (coté 4/5 en termes de gravité) si je passe encore la soirée à regarder le foot chez les copains présente une probabilité de 5/5. La cotation globale est de 4*5 = 20 sur une échelle qui s'arrête à 25 (5*5).
Une fois les risques classés par ordre décroissant, le gestionnaire de risque va chercher les leviers d'actions permettant d'y parer. Cette recherche sera menée en analysant les différentes relations de cause à effet pouvant amener à la réalisation du risque.
Ceci nécessite de disposer de moyens et outils de veille et d'évaluation et donc de prévision, et si possible de prévention. Des moyens partagés et une approche collaborative permettraient d'en diminuer les coûts.

### Anticipation
L'anticipation d'une crise vise à anticiper sur la possible survenance d'événements générateurs de crise, par la mise en place de mesures adaptées.
Ces mesures visent à réduire la probabilité de survenance déterminée lors de l'analyse de risque.

### Prévision
C'est la définition et la localisation du danger. Il existe des dangers imprévisibles, mais la préparation à gérer un danger est le moyen d'accélérer les réponses et la résilience en cas de crise d'une autre nature.
La préparation à une crise pandémique met en place des outils, mécanismes et réflexes proches et pour partie identiques à ceux qui seraient nécessaires en cas de crise de type guerre nucléaire, ou attaque bioterroriste.
La prévision de crise indique dans quelle limite de temps le danger peut affecter la population et les aménagements.

### Protection
L'objectif de la protection (par exemple la protection civile) est de réduire la gravité de l'événement quand et s'il se produit.
Les mesures de protection sont étudiées et pré-déployées à l'avance, mais ne prennent toute leur importance que lorsque le risque s'est réalisé ; elles sont conçues pour en limiter les impacts et les dégâts collatéraux. Exemple : les bâtiments parasismiques.

### Gestion de la crise
Selon le type d'événement générateur et les impacts et conséquences qu'il crée, une crise plus ou moins grave peut survenir, dont la résolution passe par un mode de gouvernance et un mode de communication spécifiquement adaptés à la situation : la gestion de crise et la communication de crise.
Lorsque l'événement affecte tout un pan d'activités, la gestion de crise s'accompagne généralement du déploiement d'un plan de continuité d'activités (qui fait partie des mesures de protection).
Quel que soit le type d’événement auquel il faut faire face, la gestion de crise présente certaines caractéristiques permanentes.

#### Diagnostic, action et décision
Elle exige une capacité de diagnostic, de bonne réaction et donc de décision.
La situation est avant tout une situation d'urgence. Il est déterminant de percevoir rapidement la gravité de la situation, les priorités induites et les décisions les plus adaptées aux circonstances.

#### Organisation
La gestion de crise requiert également de la part des autorités responsables une capacité à organiser et à rassembler les efforts des différents intervenants.
Dans la crise du tsunami, les différents pays touchés ont leurs propres institutions et divers systèmes d'organisations. Le préfet en France, est au centre de l'ensemble du dispositif : il veille à l’unité et à la cohérence des différentes interventions.

#### Communication
La communication de crise est fondamentale : en communication interne, il s'agit de permettre les actions et optimiser le temps de réaction en communiquant. Le terme est utilisé en communication externe pour alerter et informer et également pour conserver la confiance des parties prenantes ou du public le cas échéant pour l'avenir.
Son intérêt est économique et politique.

### Retour d'expérience
Bilan de la gestion de crise.
Gérer le risque, c'est agir sur deux domaines essentiels que sont la prévention et l'intervention, d'où l'importance de tirer un bilan de la crise dans un souci de résilience.

## Outils de la gestion de crise
Les principaux outils et moyens mobilisés sont :
- le plan de gestion de crise : plan communal de sauvegarde (PCS), plan ORSEC (Organisation de la réponse de sécurité civile), plan de secours spécialisé (PSS), ... quand ils existent et ont été correctement préparés ;
- le plan de communication de crise : pour Philippe Collet, spécialiste de ces questions à EDF pour l'industrie nucléaire[3], une bonne communication devrait traduire « le consensus entre les différents intervenants et cela aussi bien sur ce qui conforte leurs analyses réciproques que sur les éléments de divergence » ;
- les plans opérationnels de crise : plans de prévention : sécurité (biens), sûreté (personnes), sûreté de fonctionnement (fiabilité) et plans de protection : plan de continuité d'activités (métier de l'entreprise), plan de secours (informatique).

En 2007, on voit apparaître un site Internet de crowdsourcing, Ushahidi, qui permet aux individus de collaborer à la gestion de la crise. Inventé pour répondre aux violences postélectorales au Kenya en 2007-2008, il a depuis été utilisé lors de catastrophes majeures telles que le séisme de 2010 à Haïti, le séisme de 2010 au Chili et une tempête de neige à Washington DC.
- Les années 2000 voient apparaître un nouveau mode de gestion de certaines crises (au sein des entreprises) : le « management de transition ».

## Simulation de crise
Les crises étant essentiellement imprévisibles, il est important de tout faire pour être à même, lorsque cela sera jugé nécessaire, d’agir le plus rapidement et le plus efficacement possible.
À cet effet, des mises en situation sont organisées afin de mettre en pratique les grandes étapes de la gestion de crise listées précédemment ; dans le cadre universitaire (voir l’École nationale supérieure des mines de Nancy et d'Alès, l'Université Lille I, l’INSEEC, l'Institut National des Sciences Appliquées (INSA) de Rouen, en science politique à l'Université Lyon 3 par Thomas Meszaros et son équipe dans le cadre de simulations de gestion de crises internationales,,, pour former les futurs cadres, par le biais de l'Institut National des Hautes études de sécurité et de justice (INHESJ), établissement public de formation placé sous tutelle du Premier Ministre, qui forme les futurs préfets et les décideurs publics et privés, ou encore par celui de sociétés de conseil et d’accompagnement aux entreprises. On soumet alors aux participants un ou plusieurs cas de crises, qu’il leur conviendra de gérer au mieux pour minimiser leurs retombées négatives.
À noter que ces exercices peuvent également s’exercer dans un cadre plus formel, sous l’impulsion d’un gouvernement ou d’une administration.

## Gestion de crise et réseaux sociaux
La gestion de crise s'appuyant sur les réseaux sociaux, ou suscitée par ces derniers semble être une des dimensions émergentes du XXIe siècle, de la « modernisation sociale des entreprises » et peut-être du « métier » de gestionnaire de crise. En effet, avec l'avènement du Web 2.0, et de réseaux sociaux de grande étendue et potentiellement très réactifs, tels que Facebook ou Twitter, de nouvelles façons de communiquer ont vu le jour.
Les réseaux sociaux et leurs solidarités ont toujours contribué à la résolution ou à l'atténuation de crises graves (Ex : 700 communes privées d'électricité par -25 °C lors de la tempête de glace de janvier 1998), bien qu'ils puissent aussi susciter des crises (dans le cas des guerres notamment et migrations liées à des causes géopolitiques). Avec les NTIC, ils peuvent le faire plus rapidement, de manière down-up (à l'initiative d'internautes et d'usagers de téléphones mobiles par exemple) ou top-down (à l'initiative de l'entité qui est en crise). Ils peuvent aussi être utilisés par une organisation en crise pour communiquer sur la crise et son évolution (de manière plus ou moins objective et transparente selon les cas, deux paramètres qui peuvent influer sur la confiance que les récepteurs accorderont à l'information qu'ils recevront par ces réseaux). Ils permettent une communication multimédia, latérale et en réseaux heuristiques, parfois très rapide, éventuellement régulière voire quotidienne ou quasi instantanée. Ils permettent aussi une communication avec des feed backs plus rapides.
Les NTIC sont ainsi très prisés par certains services de communication politique ou d'entreprise ou de collectivités, qui n’hésitent pas à les utiliser (ou à ne pas les utiliser) pour éviter, limiter ou remédier à certaines crises.
Après le développement des gestionnaires de communauté, des community defensers peuvent jouer un rôle en cas de crise, avec une efficacité plus ou moins grande selon leurs compétences dans le domaine concerné par la crise, selon le contenu informatif dont ils disposent et selon leurs compétences en communication dans ces réseaux (des règles implicites organisent les communautés virtuelles et les réseaux sociaux, dont certains tolèrent ou imposent des textes courts, des photos, des citations de sources, avec ou sans possibilité d’employer un ton familier, etc.
Certaines crises peuvent rapidement dégrader ou améliorer l'image d'entités, de marques ou de personnes concernées, ce pourquoi la communication de crise intègre maintenant dans certains cas une dimension e-réputation et donc de veille (avec des outils complexes et payants (Mention ou Alerti) ou simples et gratuits tels que Google Alert ou Social Mention.